# Emil Kobecki
Emil Kobecki (ur. 19 listopada 1868 w Szadowie, zm. w sierpniu 1943 w Warszawie) – działacz społeczności karaimskiej w Polsce oraz urzędnik.

## Życiorys
Był synem hachana Romualda Kobeckiego i Zuzanny z Ławrzeckich. Kuzynem i szwagrem Emila był działacz karaimski Emanuel Kobecki. Ukończył gimnazjum w Wilnie, a następnie studia na wydziale matematycznym w Petersburgu. W latach 1895–1921 pracował w Petersburskiej Izbie Obrachunkowej, zaś następnie po przybyciu do Warszawy w Syndykacie Przekazowym Banków Polskich, gdzie pełnił funkcję wicedyrektora i szefa biura, a następnie dyrektora. Na wniosek premiera Wincentego Witosa uzyskał następnie stanowisko naczelnika wydziału w Najwyższej Izbie Kontroli Państwowej. W 1934 został powołany na zastępcę dyrektora 11-go Departamentu Najwyższej Izby Kontroli.
Należał do założycieli Instytutu Wschodniego w Warszawie. Był honorowym prezesem karaimskiej gminy wyznaniowej w Trokach. Brał także udział w przygotowaniu Ustawy o Stosunku Państwa do Karaimskiego Związku Religijnego w RP, uchwalonej przez sejm w 1936 roku.
Pochowany został na Muzułmańskim Cmentarzu Kaukaskim w Warszawie przy ul. Młynarskiej (gdzie karaimska gmina korzystała z prawa do pochówków swoich członków w latach 1942–1944).

## Wybrane odznaczenia
- Krzyż Oficerski Orderu Polonia Restituta (1938)[1]